# Usine Alfa Romeo-Pomigliano d'Arco
L'usine Alfa Romeo de Pomigliano d'Arco, encore appelée localement Alfasud de Pomigliano a été renommée après une profonde restructuration de plus de trois mois qui a entrainé une suspension totale de la production en 2008 usine « Giambattista Vico » en hommage au philosophe Giambattista Vico, est un site de production terminal de Fiat Group Automobiles, implanté dans la région Campanie sur le territoire des communes de Pomigliano d'Arco et Acerra, dans la province de Naples.
Deux usines distinctes sont implantées à Pomigliano d'Arco et qui, à l'époque appartenaient toutes deux à Alfa Romeo : la première construite en 1939, où étaient fabriqués les moteurs d'avions (et où auraient dû être aussi construites des cellules d'avions) , et le site pour la construction automobile qui a été construit à la fin des années 1960 pour la future Alfa Romeo Alfasud. L'usine a compté environ 6 000 salariés en 2008, et construit la plupart des modèles de la gamme Alfa Romeo : 147, les 159 berline et SW ainsi que la GT.
L'usine a été intégralement restructurée en 2010-2011 pour remplacer les lignes de production des modèles Alfa Romeo en modèles Fiat. Qualité améliorée et augmentation spectaculaire des cadences de fabrication.
À partir du mois de novembre 2011, l'usine s'est spécialisée dans le mono modèle : la Fiat Panda III. En 2012, l'usine a obtenu la certification "Silver" dans le cadre du classement World Class Manufacturing. En 2013, le World Class Manufacturing a récompensé l'usine de Pomigliano avec la médaille d'or. En 2012, l'usine se voit décerner par l'Automotive Lean Production Awards de la meilleure usine d'Europe,. Cette certification a été confirmée par la médaille d'or du WCM 2013. 
Annoncée début 2010 comme un nouveau projet Fabbrica Italia Pomigliano, projet abandonné en 2012 , l'usine reçoit la visite annuelle d'experts, ingénieurs et chercheurs des différents constructeurs automobiles du monde entier qui étudient les technologies et l'organisation de la dernière usine Fiat et ses chaines robotisées Comau.

## La naissance de l'Alfasud
À la fin des années 60, Alfa Romeo disposait de deux sites de production : le premier datant de 1910, l'usine de Portello, dans un quartier à la périphérie (à l'époque) de Milan, le second était celui d'Arese inaugurée en 1963, situé au nord de Milan. À cette époque, le constructeur italien dépendait de l'organisme d'État IRI qui était la propriété du gouvernement italien, décida de prendre des mesures pour favoriser le développement industriel du Mezzogiorno, le sud du pays, et mettre ainsi un terme à l'immigration vers le nord des jeunes générations, en quête d'un travail rémunérateur. Ainsi, le projet du président d'Alfa Romeo de l'époque, Giuseppe Luraghi, fut approuvé au parlement, malgré le lobbying de Fiat qui y voyait une concurrence pour ses modèles de petite cylindrée. La nouvelle usine automobile fut érigée près de l'usine aéronautique Alfa Romeo existante "Alfa Romeo Avio" à Pomigliano d'Arco, tout près de Naples. C'est ainsi qu'est né le grand projet appelé "Alfasud".
À la fin des travaux de construction, Alfa Romeo dut recruter 15 000 salariés pour la nouvelle usine parmi 130 000 demandes. Les syndicats obtinrent, en outre, qu'une priorité soit accordée aux ouvriers qui avaient participé à l'édification de l'usine, comme les maçons et autres charpentiers. Ces ouvriers pleins de bonne volonté n'avaient aucune connaissance dans le domaine de la construction automobile, mais pour satisfaire à une volonté politique, un gigantesque programme de formation dut être mis en œuvre. La qualité des premiers modèles qui sortiront de l'usine en porteront les stigmates.
Depuis 1910 et jusqu'à l'ouverture de l'usine de Pomigliano, sur le logo du constructeur italien, figurait en toutes lettres Alfa Romeo - Milano. Le nom de la ville  Milan disparut en 1972 à tout jamais du logo.

## Alfasud
La première automobile fabriquée dans l'usine de Pomigliano d'Arco sera le modèle Alfasud. Ce sera également la première Alfa Romeo à disposer de la traction avant, au grand désespoir des alfistes purs et durs.  

## Liste des modèles fabriqués jusqu'à nos jours

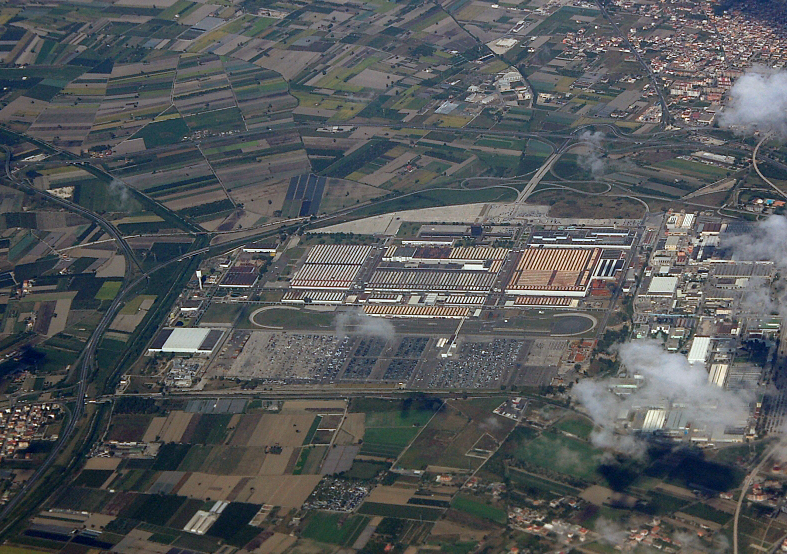
Vue aérienne de l'usine Alfa Romeo de Pomigliano d'Arco en 2010

### Modèles en cours de production
| Phot | Marque     | Modèle    | Début de fabrication |
| ---- | ---------- | --------- | -------------------- |
|      | FIAT       | Panda III | 2011                 |
|      | Alfa Romeo | Tonale    | 2022                 |
|      | Dodge      | Hornet    | 2023                 |

### Modèles produits entre 1972 et 2011
| Photo | Marque             | Modèle              | Dates         | Nb exemplaires produits |
| ----- | ------------------ | ------------------- | ------------- | ----------------------- |
|       | Alfa Romeo         | Alfasud I           | 1972 - 1980   | 642.528                 |
|       | Alfa Romeo         | Alfasud Giardinetta | 1975 - 1980   | 5.899                   |
|       | Alfa Romeo         | Alfasud Sprint      | 1976 - 1989   | 121.552                 |
|       | Alfa Romeo         | Alfasud II          | 1980 - 1984   | 247.408                 |
|       | Alfa Romeo         | 33                  | 1983 - 1995   | 866.958                 |
|       | Alfa Romeo         | 33 Giardinetta      | 1984 - 1995   | 122.366                 |
|       | Autobianchi Lancia | Y10                 | 1987 - 1995   |                         |
|       | FIAT               | Tipo                | 1989 - 1990   |                         |
|       | Lancia             | Delta               | 1993 - 8/1994 | 138.980                 |
|       | Alfa Romeo         | 155                 | 1992 - 1998   | 195.526                 |
|       | Alfa Romeo         | 145                 | 1994 - 2000   | 221.786                 |
|       | Alfa Romeo         | 146                 | 1995 - 2000   | 233.790                 |
|       | Alfa Romeo         | 156                 | 1997 - 2005   | 673.435                 |
|       | Alfa Romeo         | 156 Sportwagon      | 2000 - 2007   | 673.435                 |
|       | Alfa Romeo         | 147                 | 2000 - 2010   | 651.823                 |
|       | Alfa Romeo         | GT                  | 2003 - 2010   | 80.832                  |
|       | Alfa Romeo         | 159                 | 2005 - 2011   | 247.661                 |
|       | Alfa Romeo         | 159 Sportwagon      | 2006 - 2011   | 247.661                 |

Source : Les 20 voitures Alfa Romeo les plus vendues

## Desserte du site
Depuis le milieu des années 80, une ligne ferroviaire appartenant à la compagnie privée Ferrovia Circumvesuviana-SFSM dessert le site depuis la gare de Pomigliano d'Arco, sur la ligne FS Naples-Nola-Baiano. Cette ligne comporte deux gares, Pomigliano Alfa Lancia 2 et Pomigliano Alfa Lancia 4.